# Дюна (заказник)
Дю́на — геологічний заказник місцевого значення в Україні. Об'єкт розташований на території Ковельського району Волинської області, між селами Синове, Буцинь та Сереховичі (біля села Нова Воля). 
Площа — 90,1 га. Статус надано згідно з рішенням Волинської обласної ради від 09.12.1998 року № 4/3. Перебуває у віданні філії «Ковельське лісове господарство», Синівське л-во, кв. 34, вид. 26-71. 
Статус надано для збереження рідкісної форми рельєфу — параболічної дюни, що збереглася у природному стані. Дюна вкрита насадженнями сосни звичайної, віком до 40 років.

## Галерея

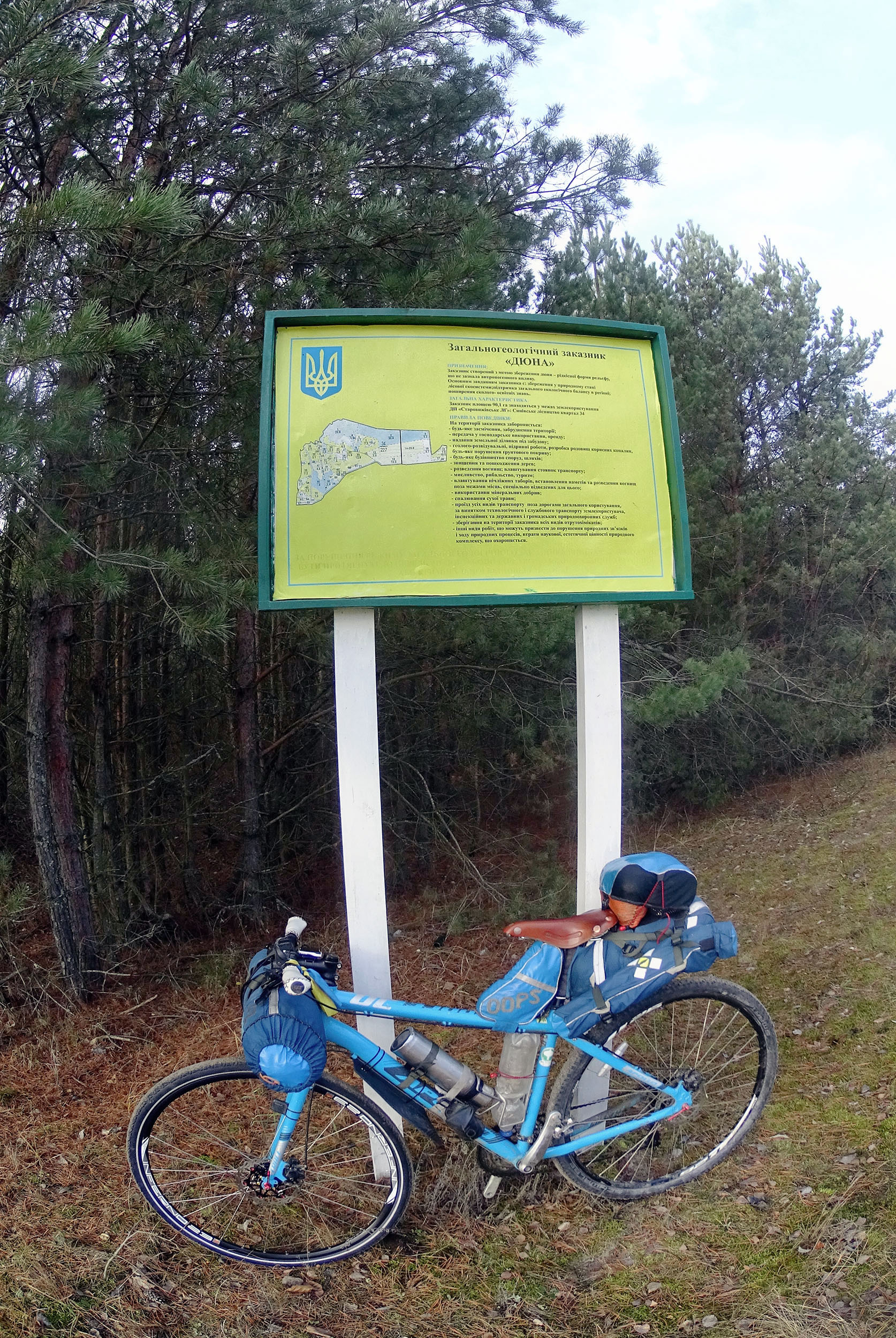
Інформаційна дошка
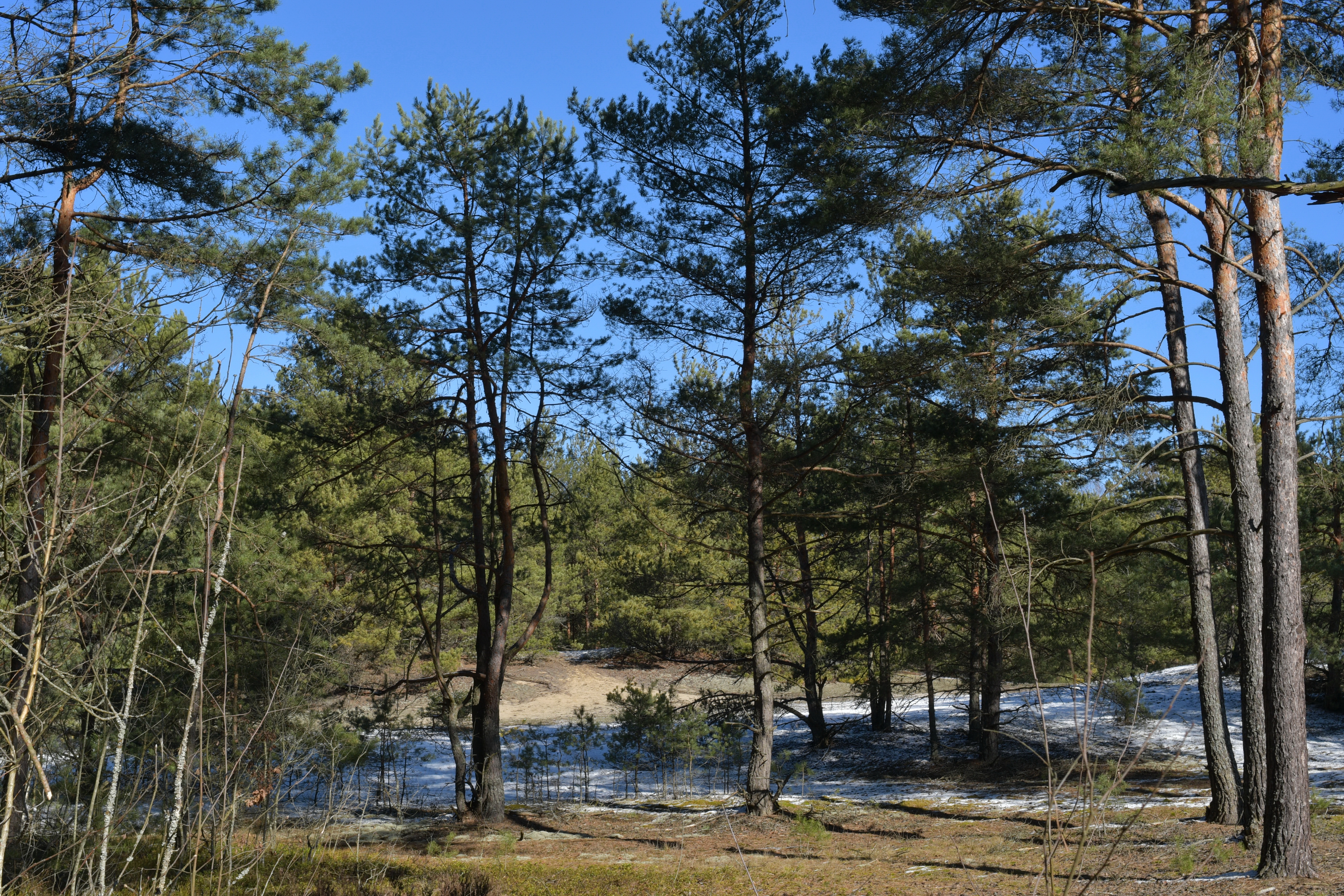
Центральна частина
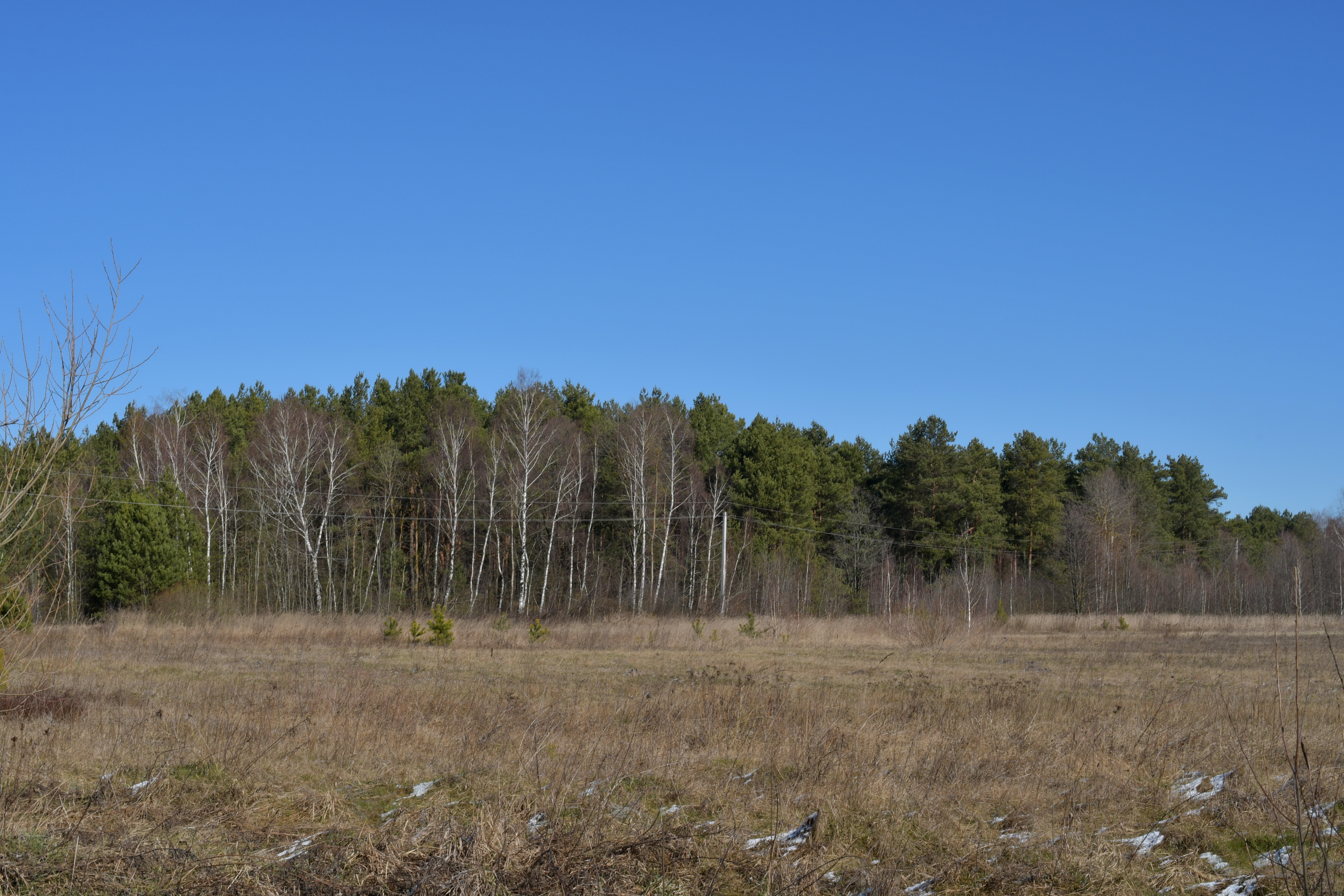
Вигляд з півдня
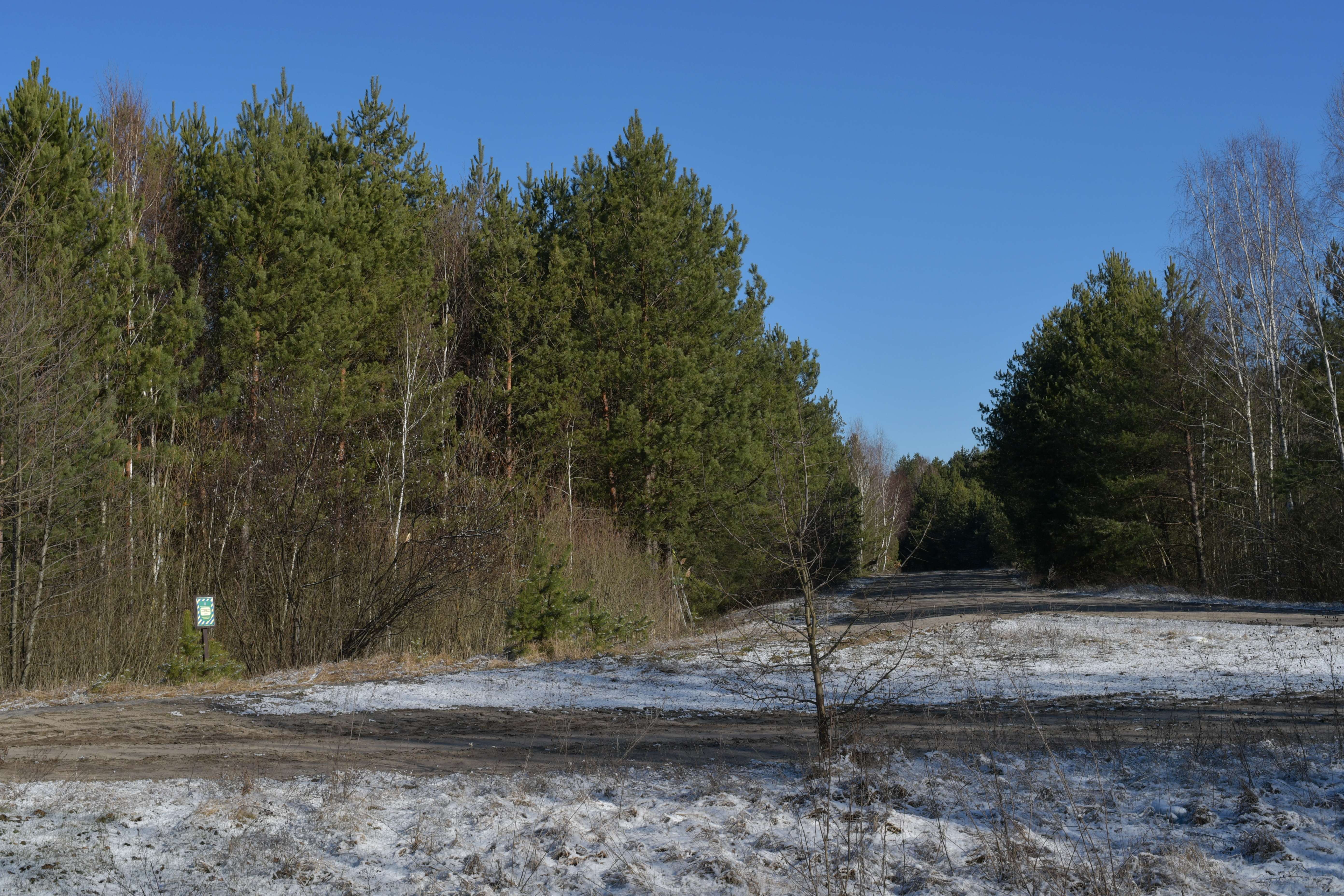
З охоронною дошкою
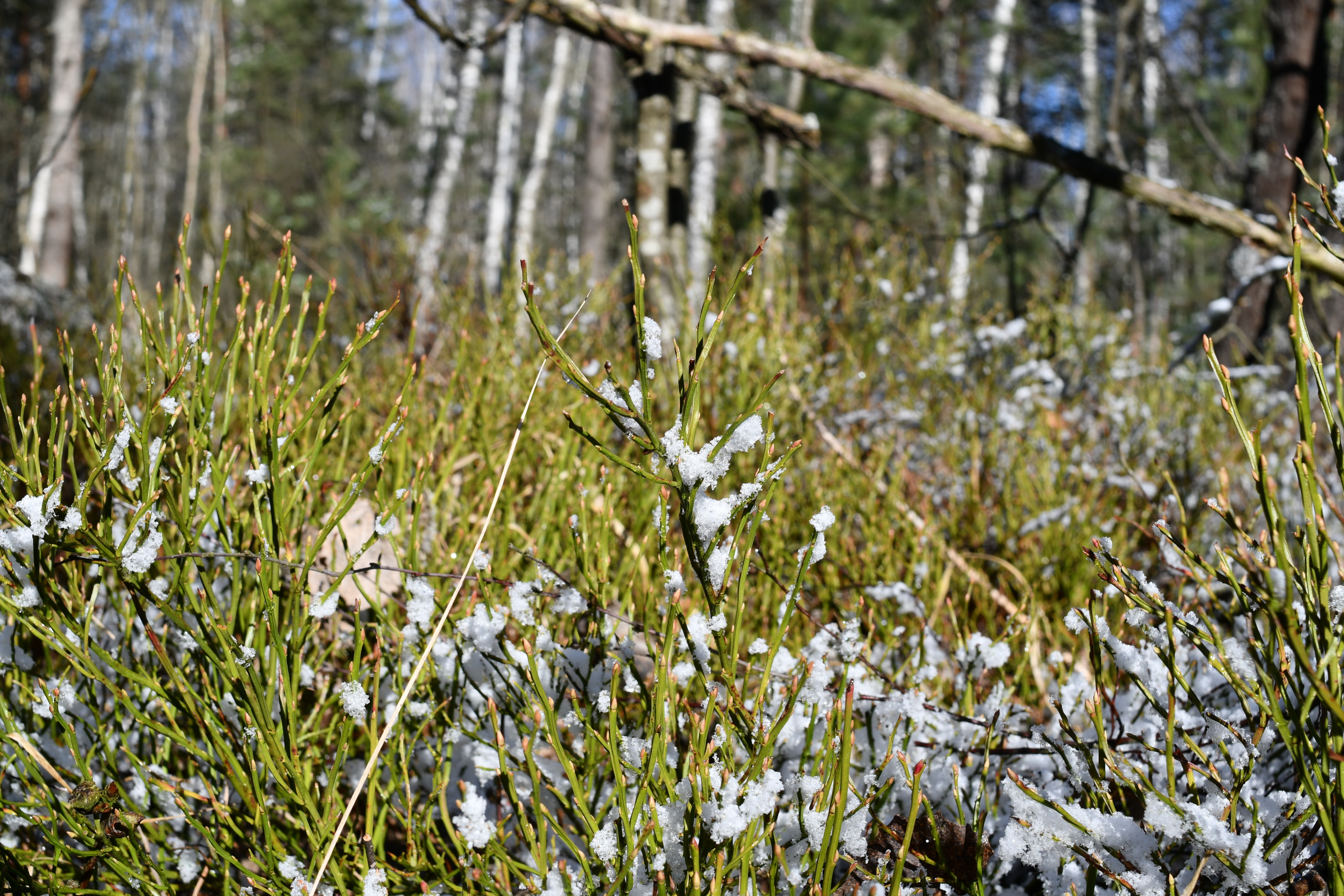
Чорниця у березні